# Пинчов
Пинчов или Пѝнчув (на полски: Pińczów) е град в Южна Полша, Швентокшиско войводство. Административен център е на Пинчовски окръг, както и на градско-селската Пинчовска община. Заема площ от 14,33 км2.

## География
Градът се намира в историческия регион Малополша. Разположен е край левия бряг на река Нида, ляв приток на Висла. Отстои на 39 километра южно от Келце, на 15,5 километра западно от Буско-Здруй и на 31,5 километра югоизторно от Йенджейов.

## История
Селището получава градски права през 1428 г. от крал Владислав Ягело.
В периода (1975 – 1998) е част от Келецкото войводство.

## Население
Населението на града възлиза на 11 303 души (2011 г.). Гъстотата е 788,76 души/км2.

## Личности

### Родени
- Анджей Барански – полски режисьор и сценарист
- Артур Дуткевич – полски пианист и композитор
- Болеслав Матушевски – полски фотограф и режисьор
- Анджей Гвязда – полски инженер и опозиционен лидер
- Чеслав Олех – полски математик

## Градове партньори
- Bystřice (okres Frýdek-Místek), Чехия
- Сводин, Словакия
- Тата, Унгария